# たなべ勝也
たなべ 勝也（たなべ かつや、1969年 - ）は、日本の俳優、タレント。

## 人物・来歴
兵庫県尼崎市出身、身長166cm、血液型はA型。特技はタップダンス、欽塾1期生。近年は舞台にも積極的に出演している。

## 出演作品

### テレビ
- だが、情熱はある
- スカッとジャパン
- まんぷく
- あさが来た
- マッサン
- 西川きよしのおしゃべりあるき目です/ショッピングレポーターレギュラー
- 珠代の得々朝市レギュラーレポーター
- 新ミナミの帝王
- ごちそうさん
- ヨメ代行はじめました。第2話
- JIN〜完結編〜 第6話
- ギャップザバッグ 私が初めて創ったドラマ（出演・酒井美紀、高橋和也、たなべ勝也）
- 写楽
- フェイスメーカー 第11話
- 放送禁止4〜恐怖の隣人トラブル 主役：森下仁 役
- 相棒シーズン9　運命の女性
- 名司会者・寿鶴子 殺人スピーチシリーズ
- 自治会長糸井姫芽子 社宅の事件簿シリーズ
- 冗談じゃない 第2話
- 14才の母 第4話、第5話
- 赤ちゃんが来た　レギュラー（香川照之の同僚役）
- 美味しんぼ
- ザ・シェフ
- マイリトルシェフ
- ママまっしぐら2　準レギュラー（鈴木警備員役）
- オトコマエ!
- 少年サスペンス 謎の転校生
- はぐれ刑事純情派
- 大江戸風雲伝
- イエローカード

他

### CM
- VISAカード　コンビニ編
- ボルテックス
- ＬＩＮＥワークス
- 大同生命
- リフレ
- UR賃貸
- 四国電力
- 味の素スマ塩
- 東京ガス
- オリックスグループ
- ペライチ
- 東京都水道局
- 小田急下北線路街
- 紀陽銀行期待を超える編
- 阪急不動産　ジオ
- ヤキニクカゾク
- ボラギノール遊園地編（2012〜2013)
- タマホーム(2008〜2011)
- ルミナス神戸
- 日本税理士会連合会
- 日本和装
- 損保ジャパン
- ケンタッキーフライドチキン
- 香りとデオドラントのソフラン
- 雪国まいたけ
- アメリカンホームダイレクト
- ジョージア ゼリーコーヒー
- オージオ化粧品
- 日清紡
- NTTドコモ
- ドコモ東海
- NTT-ME
- 三菱自動車
- 三菱ふそう・ローザ
- NHK
- NHK-BS受信キャンペーン
- 丸美屋
- 旭松食品
- 旭化成
- NEC
- 白鶴酒造
- タマホーム
- 住宅・土地統計調査
- 日清サラダ油
- 東京電力
- 一太郎
- 石川銀行
- 国勢調査
- パナソニック・サラシェ
- TOYOTA
- SUZUKI

他多数
映画：首　呪報　山下と宮松　